# Eastern Professional Basketball League 1948-1949
La stagione EPBL 1948-49 fu la 3ª della Eastern Professional Basketball League. Parteciparono 7 squadre in un unico girone.
Rispetto alla stagione precedente si aggiunsero gli York Victory A.C.. Gli Hazleton Mountaineers e i Philadelphia Lumberjacks scomparvero,

## Squadre partecipanti
- Harrisburg Senators
- Lancaster R. Roses
- Pottsville Packers
- Reading Keys
- Sunbury Mercuries
- Williamsport Billies
- York Victory A.C.

## Classifica
| Squadra              | V  | P  | %    | GB |
| -------------------- | -- | -- | ---- | -- |
| Williamsport Billies | 18 | 12 | 60,0 | -  |
| Reading Keys         | 18 | 12 | 60,0 | -  |
| Harrisburg Senators  | 18 | 12 | 60,0 | -  |
| Pottsville Packers   | 16 | 14 | 53,3 | 2  |
| York Victory A.C.    | 15 | 15 | 50,0 | 3  |
| Lancaster Red Roses  | 11 | 19 | 36,7 | 7  |
| Sunbury Mercuries    | 9  | 21 | 30,0 | 9  |

## Play-off

### EPBL First Place Playoff
|  | Reading Keys | 68 – 66 | Harrisburg Senators |  |

|  | Williamsport Billies | 100 – 77 | Reading Keys |  |

### Semifinali
|  | Pottsville Packers | 82 – 68 | Williamsport Billies |  |

|  | Williamsport Billies | 89 – 79 | Pottsville Packers |  |

|  | Pottsville Packers | 79 – 77 | Williamsport Billies |  |

|  | Harrisburg Senators | 83 – 73 | Reading Keys |  |

|  | Reading Keys | 97 – 74 | Harrisburg Senators |  |

|  | Harrisburg Senators | 57 – 51 | Reading Keys |  |

### Finale
|  | Pottsville Packers | 73 – 70 | Harrisburg Senators |  |

|  | Harrisburg Senators | 82 – 53 | Pottsville Packers |  |

|  | Pottsville Packers | 88 – 69 | Harrisburg Senators |  |

### Tabellone
|  | Semifinali | Semifinali   | Semifinali |            |            | Finale     | Finale | Finale |  |
|  |            |              |            |            |            |            |        |        |  |
|  | 1          | Williamsport | 1          |            |            |            |        |        |  |
|  | 1          | Williamsport | 1          |            |            |            |        |        |  |
|  | 4          | Pottsville   | 2          |            |            |            |        |        |  |
|  | 4          | Pottsville   | 2          |            | Pottsville | Pottsville | 2      |        |  |
|  |            |              |            |            | Pottsville | Pottsville | 2      |        |  |
|  |            |              | Harrisburg | Harrisburg | 1          |            |        |        |  |
|  | 3          | Harrisburg   | Harrisburg | Harrisburg | 1          | 2          |        |        |  |
|  | 3          | Harrisburg   |            |            |            |            |        |        |  |
|  | 2          | Reading      | 1          |            |            |            |        |        |  |

## Vincitore
| Campione EPBL 1949             |
| ------------------------------ |
| Pottsville Packers (1º titolo) |